# Kvalomgångarna i Uefa Champions League 2020/2021
Kvalomgångarna i Uefa Champions League 2020/2021 inleddes den 8 augusti 2020.

## Inledande kvalomgång

### Sammanfattning
| Inledande kvalomgången – semifinaler – 4 deltagande klubblag | Inledande kvalomgången – semifinaler – 4 deltagande klubblag | Inledande kvalomgången – semifinaler – 4 deltagande klubblag |
| ------------------------------------------------------------ | ------------------------------------------------------------ | ------------------------------------------------------------ |
| Lag 1                                                        | Resultat                                                     | Lag 2                                                        |
| Tre Fiori                                                    | 0–2                                                          | Linfield                                                     |
| Drita                                                        | 2–1                                                          | Inter Club d'Escaldes                                        |

| Inledande kvalomgången – final – 2 deltagande klubblag | Inledande kvalomgången – final – 2 deltagande klubblag | Inledande kvalomgången – final – 2 deltagande klubblag |
| ------------------------------------------------------ | ------------------------------------------------------ | ------------------------------------------------------ |
| Lag 1                                                  | Resultat                                               | Lag 2                                                  |
| Drita                                                  | 00000–3 (TD)                                           | Linfield                                               |

### Matcher

#### Semifinaler
|             | 8 augusti 2020 | Tre Fiori | 0 – 2           | Linfield                              | Colovray Stadium                             |                                              |
| 15:00 UTC+2 | 15:00 UTC+2    |           | (0 – 0) Rapport | 71′ Bastien Héry 83′ Christy Manzinga | Nyon Publik: 0 Domare: Balázs Berke (Ungern) | Nyon Publik: 0 Domare: Balázs Berke (Ungern) |
| 15:00 UTC+2 | 15:00 UTC+2    |           |                 |                                       | Nyon Publik: 0 Domare: Balázs Berke (Ungern) | Nyon Publik: 0 Domare: Balázs Berke (Ungern) |
| 15:00 UTC+2 | 15:00 UTC+2    |           |                 |                                       | Nyon Publik: 0 Domare: Balázs Berke (Ungern) | Nyon Publik: 0 Domare: Balázs Berke (Ungern) |

|             | 8 augusti 2015 | Drita                                  | 2 – 1           | Inter Club d'Escaldes | Colovray Stadium                              |                                               |
| 19:30 UTC+2 | 19:30 UTC+2    | Xhevdet Shabani 21′ Hamdi Namani 45+3′ | (2 – 1) Rapport | 29′ Emili García      | Nyon Publik: 0 Domare: Robert Jenkins (Wales) | Nyon Publik: 0 Domare: Robert Jenkins (Wales) |
| 19:30 UTC+2 | 19:30 UTC+2    |                                        |                 |                       | Nyon Publik: 0 Domare: Robert Jenkins (Wales) | Nyon Publik: 0 Domare: Robert Jenkins (Wales) |
| 19:30 UTC+2 | 19:30 UTC+2    |                                        |                 |                       | Nyon Publik: 0 Domare: Robert Jenkins (Wales) | Nyon Publik: 0 Domare: Robert Jenkins (Wales) |

#### Final
| [ a ]       | 11 augusti 2020 | Drita | 00000 – 3 (TD) | Linfield | Colovray Stadium                                       |                                                        |
| 18:00 UTC+2 | 18:00 UTC+2     |       | Rapport        |          | Nyon Publik: 0 Domare: Ioannis Papadopoulos (Grekland) | Nyon Publik: 0 Domare: Ioannis Papadopoulos (Grekland) |
| 18:00 UTC+2 | 18:00 UTC+2     |       |                |          | Nyon Publik: 0 Domare: Ioannis Papadopoulos (Grekland) | Nyon Publik: 0 Domare: Ioannis Papadopoulos (Grekland) |
| 18:00 UTC+2 | 18:00 UTC+2     |       |                |          | Nyon Publik: 0 Domare: Ioannis Papadopoulos (Grekland) | Nyon Publik: 0 Domare: Ioannis Papadopoulos (Grekland) |

## Första kvalomgången

### Sammanfattning
| Första kvalomgången – 36 deltagande klubblag | Första kvalomgången – 36 deltagande klubblag | Första kvalomgången – 36 deltagande klubblag |
| -------------------------------------------- | -------------------------------------------- | -------------------------------------------- |
| Lag 1                                        | Resultat                                     | Lag 2                                        |
| Ferencváros                                  | 2–0                                          | Djurgårdens IF                               |
| Celtic                                       | 6–0                                          | KR                                           |
| Legia Warszawa                               | 1–0                                          | Linfield                                     |
| Sheriff Tiraspol                             | 2–0                                          | Fola Esch                                    |
| Connah's Quay Nomads                         | 0–2                                          | Sarajevo                                     |
| Röda stjärnan                                | 5–0                                          | Europa                                       |
| Budućnost Podgorica                          | 1–3                                          | Ludogorets Razgrad                           |
| Ararat-Armenia                               | 00000–1 (e.f.)                               | AC Omonia                                    |
| Floriana                                     | 0–2                                          | Cluj                                         |
| Maccabi Tel Aviv                             | 2–0                                          | Riga                                         |
| Qarabağ                                      | 4–0                                          | Sileks                                       |
| Dinamo Tbilisi                               | 0–2                                          | Tirana                                       |
| Dynamo Brest                                 | 6–3                                          | Astana                                       |
| Molde FK                                     | 5–0                                          | Kups                                         |
| Flora                                        | 00001–1 (e.f.) (2–4 str.)                    | Sūduva                                       |
| Celje                                        | 3–0                                          | Dundalk                                      |
| KÍ                                           | 00003–0 (TD)                                 | Slovan Bratislava                            |

### Matcher
|             | 18 augusti 2020 | Qarabağ                                                          | 4 – 0   | Sileks | Tofiq Bähramov-stadion                          |                                                 |
| 20:00 UTC+4 | 20:00 UTC+4     | Jaime Romero 11′ Wilde-Donald Guerrier 40′, 51′ Mahir Emreli 80′ | Rapport |        | Baku Publik: 0 Domare: Yaroslav Kozyk (Ukraina) | Baku Publik: 0 Domare: Yaroslav Kozyk (Ukraina) |
| 20:00 UTC+4 | 20:00 UTC+4     |                                                                  |         |        | Baku Publik: 0 Domare: Yaroslav Kozyk (Ukraina) | Baku Publik: 0 Domare: Yaroslav Kozyk (Ukraina) |
| 20:00 UTC+4 | 20:00 UTC+4     |                                                                  |         |        | Baku Publik: 0 Domare: Yaroslav Kozyk (Ukraina) | Baku Publik: 0 Domare: Yaroslav Kozyk (Ukraina) |

|             | 18 augusti 2020 | Legia Warszawa | 1 – 0           | Linfield | Stadion Wojska Polskiego                             |                                                      |
| 19:00 UTC+2 | 19:00 UTC+2     | José Kanté 82′ | (0 – 0) Rapport |          | Warszawa Publik: 0 Domare: Nicolas Laforge (Belgien) | Warszawa Publik: 0 Domare: Nicolas Laforge (Belgien) |
| 19:00 UTC+2 | 19:00 UTC+2     |                |                 |          | Warszawa Publik: 0 Domare: Nicolas Laforge (Belgien) | Warszawa Publik: 0 Domare: Nicolas Laforge (Belgien) |
| 19:00 UTC+2 | 19:00 UTC+2     |                |                 |          | Warszawa Publik: 0 Domare: Nicolas Laforge (Belgien) | Warszawa Publik: 0 Domare: Nicolas Laforge (Belgien) |

|             | 18 augusti 2020 | Dynamo Brest                                                                              | 6 – 3           | Astana                                                   | Regional Sport Complex                          |                                                 |
| 21:00 UTC+3 | 21:00 UTC+3     | Mikhail Gordeichuk 16′, 22′ Kiryl Pyachenin 17′ Pavel Sedko 37′ Abdoulaye Diallo 55′, 90′ | (4 – 1) Rapport | 45′ Marin Tomasov 53′ Dorin Rotariu 87′ Abzal Beisebekov | Brest Publik: 0 Domare: Tomasz Musiał (Belarus) | Brest Publik: 0 Domare: Tomasz Musiał (Belarus) |
| 21:00 UTC+3 | 21:00 UTC+3     |                                                                                           |                 |                                                          | Brest Publik: 0 Domare: Tomasz Musiał (Belarus) | Brest Publik: 0 Domare: Tomasz Musiał (Belarus) |
| 21:00 UTC+3 | 21:00 UTC+3     |                                                                                           |                 |                                                          | Brest Publik: 0 Domare: Tomasz Musiał (Belarus) | Brest Publik: 0 Domare: Tomasz Musiał (Belarus) |

|             | 18 augusti 2020 | Celtic | 6 – 0           | KR | Celtic Park                                              |                                                          |
| 19:45 UTC+1 | 19:45 UTC+1     | Mohamed Elyounoussi 6′, 90+1′ Arnór Sveinn Aðalsteinsson 17′ (sjm.) Christopher Jullien 31′ Greg Taylor 46′ Odsonne Édouard 72′ | (3 – 0) Rapport |    | Glasgow Publik: 0 Domare: Sebastian Gishamer (Österrike) | Glasgow Publik: 0 Domare: Sebastian Gishamer (Österrike) |
| 19:45 UTC+1 | 19:45 UTC+1     | |                 |    | Glasgow Publik: 0 Domare: Sebastian Gishamer (Österrike) | Glasgow Publik: 0 Domare: Sebastian Gishamer (Österrike) |
| 19:45 UTC+1 | 19:45 UTC+1     | |                 |    | Glasgow Publik: 0 Domare: Sebastian Gishamer (Österrike) | Glasgow Publik: 0 Domare: Sebastian Gishamer (Österrike) |

|             | 18 augusti 2020 | Röda stjärnan                                               | 5 – 0           | Europa | Stadion Rajko Mitić                                    |                                                        |
| 21:00 UTC+2 | 21:00 UTC+2     | El Fardou Ben Nabouhane 35′, 44′, 52′ Mirko Ivanić 78′, 87′ | (2 – 0) Rapport |        | Belgrad Publik: 0 Domare: Timotheos Christofi (Cypern) | Belgrad Publik: 0 Domare: Timotheos Christofi (Cypern) |
| 21:00 UTC+2 | 21:00 UTC+2     |                                                             |                 |        | Belgrad Publik: 0 Domare: Timotheos Christofi (Cypern) | Belgrad Publik: 0 Domare: Timotheos Christofi (Cypern) |
| 21:00 UTC+2 | 21:00 UTC+2     |                                                             |                 |        | Belgrad Publik: 0 Domare: Timotheos Christofi (Cypern) | Belgrad Publik: 0 Domare: Timotheos Christofi (Cypern) |

|             | 19 augusti 2020 | Ararat-Armenia | 0000 0 – 1 (e.fl.) | AC Omonia                      | Football Stadium                                    |                                                     |
| 19:00 UTC+4 | 19:00 UTC+4     |                | (0 – 0) Rapport    | 94′ Thiago Ferreira dos Santos | Jerevan Publik: 0 Domare: Viktor Shimusik (Belarus) | Jerevan Publik: 0 Domare: Viktor Shimusik (Belarus) |
| 19:00 UTC+4 | 19:00 UTC+4     |                |                    |                                | Jerevan Publik: 0 Domare: Viktor Shimusik (Belarus) | Jerevan Publik: 0 Domare: Viktor Shimusik (Belarus) |
| 19:00 UTC+4 | 19:00 UTC+4     |                |                    |                                | Jerevan Publik: 0 Domare: Viktor Shimusik (Belarus) | Jerevan Publik: 0 Domare: Viktor Shimusik (Belarus) |

|             | 19 augusti 2020 | Molde FK | 5 – 0           | Kups | Aker Stadion                                       |                                                    |
| 18:00 UTC+2 | 18:00 UTC+2     | Eirik Hestad 26′ Magnus Wolff Eikrem 37′ Ohi Omoijuanfo 69′ Marcus Holmgren Pedersen 90+1′ Erling Knudtzon 90+4′ | (2 – 0) Rapport |      | Molde Publik: 0 Domare: Bryn Markham-Jones (Wales) | Molde Publik: 0 Domare: Bryn Markham-Jones (Wales) |
| 18:00 UTC+2 | 18:00 UTC+2     | |                 |      | Molde Publik: 0 Domare: Bryn Markham-Jones (Wales) | Molde Publik: 0 Domare: Bryn Markham-Jones (Wales) |
| 18:00 UTC+2 | 18:00 UTC+2     | |                 |      | Molde Publik: 0 Domare: Bryn Markham-Jones (Wales) | Molde Publik: 0 Domare: Bryn Markham-Jones (Wales) |

|             | 19 augusti 2020 | Flora                                                              | 0000 1 – 1 (e.fl.)         | Sūduva                                                                   | A. Le Coq Arena                                       |                                                       |
| 19:30 UTC+3 | 19:30 UTC+3     | Rauno Sappinen 49′                                                 | (0 – 0) Rapport            | 78′ (str.) Mihret Topčagić                                               | Tallinn Publik: 0 Domare: Nejc Kajtazović (Slovenien) | Tallinn Publik: 0 Domare: Nejc Kajtazović (Slovenien) |
| 19:30 UTC+3 | 19:30 UTC+3     |                                                                    |                            |                                                                          | Tallinn Publik: 0 Domare: Nejc Kajtazović (Slovenien) | Tallinn Publik: 0 Domare: Nejc Kajtazović (Slovenien) |
| 19:30 UTC+3 | 19:30 UTC+3     | Konstantin Vassiljev Rauno Sappinen Henri Järvelaid Markus Soomets | Straffsparksläggning 2 – 4 | Andro Švrljuga Valērijs Šabala Josip Tadić Domagoj Pušić Mihret Topčagić | Tallinn Publik: 0 Domare: Nejc Kajtazović (Slovenien) | Tallinn Publik: 0 Domare: Nejc Kajtazović (Slovenien) |

|             | 19 augusti 2020 | Dinamo Tbilisi | 0 – 2           | Tirana                                      | Boris Paitjadze-stadion                            |                                                    |
| 21:00 UTC+4 | 21:00 UTC+4     |                | (0 – 1) Rapport | 45+4′ Agustín Torassa 86′ Marsel Ismailgeci | Tbilisi Publik: 0 Domare: Roomer Tarajev (Estland) | Tbilisi Publik: 0 Domare: Roomer Tarajev (Estland) |
| 21:00 UTC+4 | 21:00 UTC+4     |                |                 |                                             | Tbilisi Publik: 0 Domare: Roomer Tarajev (Estland) | Tbilisi Publik: 0 Domare: Roomer Tarajev (Estland) |
| 21:00 UTC+4 | 21:00 UTC+4     |                |                 |                                             | Tbilisi Publik: 0 Domare: Roomer Tarajev (Estland) | Tbilisi Publik: 0 Domare: Roomer Tarajev (Estland) |

|             | 19 augusti 2020 | Ferencváros           | 2 – 0           | Djurgårdens IF | Groupama Arena                                  |                                                 |
| 19:00 UTC+2 | 19:00 UTC+2     | Tokmac Nguen 33′, 62′ | (1 – 0) Rapport |                | Budapest Publik: 0 Domare: Fedayi San (Schweiz) | Budapest Publik: 0 Domare: Fedayi San (Schweiz) |
| 19:00 UTC+2 | 19:00 UTC+2     |                       |                 |                | Budapest Publik: 0 Domare: Fedayi San (Schweiz) | Budapest Publik: 0 Domare: Fedayi San (Schweiz) |
| 19:00 UTC+2 | 19:00 UTC+2     |                       |                 |                | Budapest Publik: 0 Domare: Fedayi San (Schweiz) | Budapest Publik: 0 Domare: Fedayi San (Schweiz) |

|             | 19 augusti 2020 | Celje                                                  | 3 – 0           | Dundalk | Szusza Ferenc Stadion                                         |                                                               |
| 19:00 UTC+2 | 19:00 UTC+2     | Luka Kerin 43′ Dario Vizinger 89′ Filip Dangubić 90+5′ | (1 – 0) Rapport |         | Budapest (Ungern) Publik: 0 Domare: Vítor Ferreira (Portugal) | Budapest (Ungern) Publik: 0 Domare: Vítor Ferreira (Portugal) |
| 19:00 UTC+2 | 19:00 UTC+2     |                                                        |                 |         | Budapest (Ungern) Publik: 0 Domare: Vítor Ferreira (Portugal) | Budapest (Ungern) Publik: 0 Domare: Vítor Ferreira (Portugal) |
| 19:00 UTC+2 | 19:00 UTC+2     |                                                        |                 |         | Budapest (Ungern) Publik: 0 Domare: Vítor Ferreira (Portugal) | Budapest (Ungern) Publik: 0 Domare: Vítor Ferreira (Portugal) |

|             | 19 augusti 2020 | Maccabi Tel Aviv                     | 2 – 0           | Riga | Bloomfield Stadium                               |                                                  |
| 20:00 UTC+3 | 20:00 UTC+3     | Nick Blackman 58′ (str.), 88′ (str.) | (0 – 0) Rapport |      | Tel Aviv Publik: 0 Domare: Igor Pajač (Kroatien) | Tel Aviv Publik: 0 Domare: Igor Pajač (Kroatien) |
| 20:00 UTC+3 | 20:00 UTC+3     |                                      |                 |      | Tel Aviv Publik: 0 Domare: Igor Pajač (Kroatien) | Tel Aviv Publik: 0 Domare: Igor Pajač (Kroatien) |
| 20:00 UTC+3 | 20:00 UTC+3     |                                      |                 |      | Tel Aviv Publik: 0 Domare: Igor Pajač (Kroatien) | Tel Aviv Publik: 0 Domare: Igor Pajač (Kroatien) |

|             | 19 augusti 2020 | Sheriff Tiraspol                   | 2 – 0           | Fola Esch | Sheriff-stadion                                  |                                                  |
| 21:00 UTC+3 | 21:00 UTC+3     | Anatole Abang 36′ Andrej Lukić 80′ | (1 – 0) Rapport |           | Tiraspol Publik: 0 Domare: Balázs Berke (Ungern) | Tiraspol Publik: 0 Domare: Balázs Berke (Ungern) |
| 21:00 UTC+3 | 21:00 UTC+3     |                                    |                 |           | Tiraspol Publik: 0 Domare: Balázs Berke (Ungern) | Tiraspol Publik: 0 Domare: Balázs Berke (Ungern) |
| 21:00 UTC+3 | 21:00 UTC+3     |                                    |                 |           | Tiraspol Publik: 0 Domare: Balázs Berke (Ungern) | Tiraspol Publik: 0 Domare: Balázs Berke (Ungern) |

|             | 19 augusti 2020 | Connah's Quay Nomads | 0 – 2           | Sarajevo                | Cardiff City Stadium                                  |                                                       |
| 19:00 UTC+1 | 19:00 UTC+1     |                      | (0 – 1) Rapport | 16′, 65′ Benjamin Tatar | Cardiff Publik: 0 Domare: Jamie Robinson (Nordirland) | Cardiff Publik: 0 Domare: Jamie Robinson (Nordirland) |
| 19:00 UTC+1 | 19:00 UTC+1     |                      |                 |                         | Cardiff Publik: 0 Domare: Jamie Robinson (Nordirland) | Cardiff Publik: 0 Domare: Jamie Robinson (Nordirland) |
| 19:00 UTC+1 | 19:00 UTC+1     |                      |                 |                         | Cardiff Publik: 0 Domare: Jamie Robinson (Nordirland) | Cardiff Publik: 0 Domare: Jamie Robinson (Nordirland) |

|             | 19 augusti 2020 | Budućnost Podgorica | 1 – 3           | Ludogorets Razgrad                               | City Stadium                                       |                                                    |
| 20:00 UTC+2 | 20:00 UTC+2     | Igor Ćuković 31′    | (1 – 2) Rapport | 12′ Higinio Marín 25′ Mavis Tchibota 90+3′ Cauly | Podgorica Publik: 0 Domare: Ferenc Karakó (Ungern) | Podgorica Publik: 0 Domare: Ferenc Karakó (Ungern) |
| 20:00 UTC+2 | 20:00 UTC+2     |                     |                 |                                                  | Podgorica Publik: 0 Domare: Ferenc Karakó (Ungern) | Podgorica Publik: 0 Domare: Ferenc Karakó (Ungern) |
| 20:00 UTC+2 | 20:00 UTC+2     |                     |                 |                                                  | Podgorica Publik: 0 Domare: Ferenc Karakó (Ungern) | Podgorica Publik: 0 Domare: Ferenc Karakó (Ungern) |

|             | 19 augusti 2020 | Floriana | 0 – 2           | Cluj                                  | Centenary Stadium                                      |                                                        |
| 21:00 UTC+2 | 21:00 UTC+2     |          | (0 – 0) Rapport | 53′ Mike Cestor 90+7′ Cătălin Golofca | Ta' Qali Publik: 0 Domare: Laurent Kopriwa (Luxemburg) | Ta' Qali Publik: 0 Domare: Laurent Kopriwa (Luxemburg) |
| 21:00 UTC+2 | 21:00 UTC+2     |          |                 |                                       | Ta' Qali Publik: 0 Domare: Laurent Kopriwa (Luxemburg) | Ta' Qali Publik: 0 Domare: Laurent Kopriwa (Luxemburg) |
| 21:00 UTC+2 | 21:00 UTC+2     |          |                 |                                       | Ta' Qali Publik: 0 Domare: Laurent Kopriwa (Luxemburg) | Ta' Qali Publik: 0 Domare: Laurent Kopriwa (Luxemburg) |

| [ b ]       | 21 augusti 2020 | KÍ | 00000 – 3 (TD) | Slovan Bratislava | Við Djúpumýrar                                        |                                                       |
| 17:00 UTC+1 | 17:00 UTC+1     |    | Rapport        |                   | Klaksvík Publik: 0 Domare: Kristoffer Hagenes (Norge) | Klaksvík Publik: 0 Domare: Kristoffer Hagenes (Norge) |
| 17:00 UTC+1 | 17:00 UTC+1     |    |                |                   | Klaksvík Publik: 0 Domare: Kristoffer Hagenes (Norge) | Klaksvík Publik: 0 Domare: Kristoffer Hagenes (Norge) |
| 17:00 UTC+1 | 17:00 UTC+1     |    |                |                   | Klaksvík Publik: 0 Domare: Kristoffer Hagenes (Norge) | Klaksvík Publik: 0 Domare: Kristoffer Hagenes (Norge) |

## Andra kvalomgången

### Sammanfattning
| Andra kvalomgången – Mästare – 20 deltagande klubblag | Andra kvalomgången – Mästare – 20 deltagande klubblag | Andra kvalomgången – Mästare – 20 deltagande klubblag |
| ----------------------------------------------------- | ----------------------------------------------------- | ----------------------------------------------------- |
| Lag 1                                                 | Resultat                                              | Lag 2                                                 |
| Cluj                                                  | 00002–2 (e.f.) (5–6 str.)                             | Dinamo Zagreb                                         |
| Young Boys                                            | 3–0                                                   | KÍ                                                    |
| Celtic                                                | 1–2                                                   | Ferencváros                                           |
| Sūduva                                                | 0–3                                                   | Maccabi Tel Aviv                                      |
| Legia Warszawa                                        | 00000–2 (e.f.)                                        | AC Omonia                                             |
| Celje                                                 | 1–2                                                   | Molde FK                                              |
| Ludogorets Razgrad                                    | 0–1                                                   | FC Midtjylland                                        |
| Dynamo Brest                                          | 2–1                                                   | Sarajevo                                              |
| Qarabağ                                               | 2–1                                                   | Sheriff Tiraspol                                      |
| Tirana                                                | 0–1                                                   | Röda stjärnan                                         |

| Andra kvalomgången – Bäst placerade – 6 deltagande klubblag | Andra kvalomgången – Bäst placerade – 6 deltagande klubblag | Andra kvalomgången – Bäst placerade – 6 deltagande klubblag |
| ----------------------------------------------------------- | ----------------------------------------------------------- | ----------------------------------------------------------- |
| Lag 1                                                       | Resultat                                                    | Lag 2                                                       |
| AZ                                                          | 00003–1 (e.f.)                                              | Viktoria Plzeň                                              |
| PAOK                                                        | 3–1                                                         | Beşiktaş                                                    |
| Lokomotiva Zagreb                                           | 0–1                                                         | Rapid Wien                                                  |

### Matcher
|             | 25 augusti 2020 | PAOK                                        | 3 – 1           | Beşiktaş       | Toumba Stadium                                |                                               |
| 21:00 UTC+3 | 21:00 UTC+3     | Christos Tzolis 7′, 24′ Dimitris Pelkas 30′ | (3 – 1) Rapport | 37′ Cyle Larin | Thessaloniki Domare: Daniele Doveri (Italien) | Thessaloniki Domare: Daniele Doveri (Italien) |
| 21:00 UTC+3 | 21:00 UTC+3     |                                             |                 |                | Thessaloniki Domare: Daniele Doveri (Italien) | Thessaloniki Domare: Daniele Doveri (Italien) |
| 21:00 UTC+3 | 21:00 UTC+3     |                                             |                 |                | Thessaloniki Domare: Daniele Doveri (Italien) | Thessaloniki Domare: Daniele Doveri (Italien) |

|             | 25 augusti 2020 | Tirana | 0 – 1           | Röda stjärnan | Air Albania Stadium                     |                                         |
| 20:00 UTC+2 | 20:00 UTC+2     |        | (0 – 0) Rapport | 62′ Tomané    | Tirana Domare: Kaspar Sjöberg (Sverige) | Tirana Domare: Kaspar Sjöberg (Sverige) |
| 20:00 UTC+2 | 20:00 UTC+2     |        |                 |               | Tirana Domare: Kaspar Sjöberg (Sverige) | Tirana Domare: Kaspar Sjöberg (Sverige) |
| 20:00 UTC+2 | 20:00 UTC+2     |        |                 |               | Tirana Domare: Kaspar Sjöberg (Sverige) | Tirana Domare: Kaspar Sjöberg (Sverige) |

|             | 26 augusti 2020 | AZ                                                         | 0000 3 – 1 (e.fl.) | Viktoria Plzeň      | AFAS Stadion                                      |                                                   |
| 16:30 UTC+2 | 16:30 UTC+2     | Teun Koopmeiners 90+5′ (str.) Albert Guðmundsson 98′, 118′ | (0 – 0) Rapport    | 78′ David Limberský | Alkmaar Publik: 0 Domare: Luís Godinho (Portugal) | Alkmaar Publik: 0 Domare: Luís Godinho (Portugal) |
| 16:30 UTC+2 | 16:30 UTC+2     |                                                            |                    |                     | Alkmaar Publik: 0 Domare: Luís Godinho (Portugal) | Alkmaar Publik: 0 Domare: Luís Godinho (Portugal) |
| 16:30 UTC+2 | 16:30 UTC+2     |                                                            |                    |                     | Alkmaar Publik: 0 Domare: Luís Godinho (Portugal) | Alkmaar Publik: 0 Domare: Luís Godinho (Portugal) |

|             | 26 augusti 2020 | Qarabağ                                | 2 – 1           | Sheriff Tiraspol    | Tofiq Bähramov-stadion                              |                                                     |
| 20:00 UTC+4 | 20:00 UTC+4     | Uroš Matić 22′ (str.) Mahir Emreli 63′ | (1 – 0) Rapport | 78′ Frank Castañeda | Baku Publik: 0 Domare: Furkat Atazhanov (Kazakstan) | Baku Publik: 0 Domare: Furkat Atazhanov (Kazakstan) |
| 20:00 UTC+4 | 20:00 UTC+4     |                                        |                 |                     | Baku Publik: 0 Domare: Furkat Atazhanov (Kazakstan) | Baku Publik: 0 Domare: Furkat Atazhanov (Kazakstan) |
| 20:00 UTC+4 | 20:00 UTC+4     |                                        |                 |                     | Baku Publik: 0 Domare: Furkat Atazhanov (Kazakstan) | Baku Publik: 0 Domare: Furkat Atazhanov (Kazakstan) |

|             | 26 augusti 2020 | Sūduva | 0 – 3           | Maccabi Tel Aviv                                     | Sūduva Stadium                                           |                                                          |
| 19:00 UTC+3 | 19:00 UTC+3     |        | (0 – 1) Rapport | 30′ Avi Rikan 73′ Nick Blackman 90+2′ Ofir Davidzada | Marijampolė Publik: 0 Domare: Rade Obrenovič (Slovenien) | Marijampolė Publik: 0 Domare: Rade Obrenovič (Slovenien) |
| 19:00 UTC+3 | 19:00 UTC+3     |        |                 |                                                      | Marijampolė Publik: 0 Domare: Rade Obrenovič (Slovenien) | Marijampolė Publik: 0 Domare: Rade Obrenovič (Slovenien) |
| 19:00 UTC+3 | 19:00 UTC+3     |        |                 |                                                      | Marijampolė Publik: 0 Domare: Rade Obrenovič (Slovenien) | Marijampolė Publik: 0 Domare: Rade Obrenovič (Slovenien) |

|             | 26 augusti 2020 | Celje            | 1 – 2           | Molde FK                         | Stadion Z'dežele                                        |                                                         |
| 18:00 UTC+2 | 18:00 UTC+2     | Mitja Lotrič 38′ | (1 – 0) Rapport | 57′ Etzaz Hussain 74′ Leke James | Celje Publik: 0 Domare: Jochem Kamphuis (Nederländerna) | Celje Publik: 0 Domare: Jochem Kamphuis (Nederländerna) |
| 18:00 UTC+2 | 18:00 UTC+2     |                  |                 |                                  | Celje Publik: 0 Domare: Jochem Kamphuis (Nederländerna) | Celje Publik: 0 Domare: Jochem Kamphuis (Nederländerna) |
| 18:00 UTC+2 | 18:00 UTC+2     |                  |                 |                                  | Celje Publik: 0 Domare: Jochem Kamphuis (Nederländerna) | Celje Publik: 0 Domare: Jochem Kamphuis (Nederländerna) |

|             | 26 augusti 2020 | Lokomotiva Zagreb | 0 – 1           | Rapid Wien     | Stadion Kranjčevićeva                                    |                                                          |
| 19:00 UTC+2 | 19:00 UTC+2     |                   | (0 – 1) Rapport | 32′ Ercan Kara | Zagreb Publik: 0 Domare: Juan Martínez Munuera (Spanien) | Zagreb Publik: 0 Domare: Juan Martínez Munuera (Spanien) |
| 19:00 UTC+2 | 19:00 UTC+2     |                   |                 |                | Zagreb Publik: 0 Domare: Juan Martínez Munuera (Spanien) | Zagreb Publik: 0 Domare: Juan Martínez Munuera (Spanien) |
| 19:00 UTC+2 | 19:00 UTC+2     |                   |                 |                | Zagreb Publik: 0 Domare: Juan Martínez Munuera (Spanien) | Zagreb Publik: 0 Domare: Juan Martínez Munuera (Spanien) |

|             | 26 augusti 2020 | Ludogorets Razgrad | 0 – 1           | FC Midtjylland     | Huvepharma Arena                                  |                                                   |
| 20:30 UTC+3 | 20:30 UTC+3     |                    | (0 – 0) Rapport | 77′ Júnior Brumado | Razgrad Publik: 0 Domare: Denys Shurman (Ukraina) | Razgrad Publik: 0 Domare: Denys Shurman (Ukraina) |
| 20:30 UTC+3 | 20:30 UTC+3     |                    |                 |                    | Razgrad Publik: 0 Domare: Denys Shurman (Ukraina) | Razgrad Publik: 0 Domare: Denys Shurman (Ukraina) |
| 20:30 UTC+3 | 20:30 UTC+3     |                    |                 |                    | Razgrad Publik: 0 Domare: Denys Shurman (Ukraina) | Razgrad Publik: 0 Domare: Denys Shurman (Ukraina) |

|             | 26 augusti 2020 | Cluj                                                                                           | 0000 2 – 2 (e.fl.)         | Dinamo Zagreb                                                                                    | Stadionul Dr. Constantin Rădulescu                     |                                                        |
| 21:00 UTC+3 | 21:00 UTC+3     | Michaël Pereira 64′ Gabriel Debeljuh 90+3′                                                     | (0 – 1) Rapport            | 14′ Amer Gojak 78′ Lirim Kastrati                                                                | Cluj-Napoca Publik: 0 Domare: António Nobre (Portugal) | Cluj-Napoca Publik: 0 Domare: António Nobre (Portugal) |
| 21:00 UTC+3 | 21:00 UTC+3     |                                                                                                |                            |                                                                                                  | Cluj-Napoca Publik: 0 Domare: António Nobre (Portugal) | Cluj-Napoca Publik: 0 Domare: António Nobre (Portugal) |
| 21:00 UTC+3 | 21:00 UTC+3     | Paulo Vinícius Damjan Đoković Mario Rondón Mateo Sušić Cătălin Golofca Ciprian Deac Kévin Boli | Straffsparksläggning 5 – 6 | Bruno Petković Marin Leovac Arijan Ademi Petar Stojanović Amer Gojak Emir Dilaver Joško Gvardiol | Cluj-Napoca Publik: 0 Domare: António Nobre (Portugal) | Cluj-Napoca Publik: 0 Domare: António Nobre (Portugal) |

|             | 26 augusti 2020 | Legia Warszawa | 0000 0 – 2 (e.fl.) | AC Omonia                          | Stadion Wojska Polskiego                              |                                                       |
| 20:00 UTC+2 | 20:00 UTC+2     |                | (0 – 0) Rapport    | 92′ (str.) Jordi Gómez 107′ Thiago | Warszawa Publik: 0 Domare: Nathan Verboomen (Belgien) | Warszawa Publik: 0 Domare: Nathan Verboomen (Belgien) |
| 20:00 UTC+2 | 20:00 UTC+2     |                |                    |                                    | Warszawa Publik: 0 Domare: Nathan Verboomen (Belgien) | Warszawa Publik: 0 Domare: Nathan Verboomen (Belgien) |
| 20:00 UTC+2 | 20:00 UTC+2     |                |                    |                                    | Warszawa Publik: 0 Domare: Nathan Verboomen (Belgien) | Warszawa Publik: 0 Domare: Nathan Verboomen (Belgien) |

|             | 26 augusti 2020 | Dynamo Brest                               | 2 – 1           | Sarajevo             | Regional Sport Complex                           |                                                  |
| 21:00 UTC+3 | 21:00 UTC+3     | Mikhail Gordeichuk 3′ Abdoulaye Diallo 49′ | (1 – 1) Rapport | 34′ Andrej Đokanović | Brest Publik: 0 Domare: Loukas Sotiriou (Cypern) | Brest Publik: 0 Domare: Loukas Sotiriou (Cypern) |
| 21:00 UTC+3 | 21:00 UTC+3     |                                            |                 |                      | Brest Publik: 0 Domare: Loukas Sotiriou (Cypern) | Brest Publik: 0 Domare: Loukas Sotiriou (Cypern) |
| 21:00 UTC+3 | 21:00 UTC+3     |                                            |                 |                      | Brest Publik: 0 Domare: Loukas Sotiriou (Cypern) | Brest Publik: 0 Domare: Loukas Sotiriou (Cypern) |

|             | 26 augusti 2020 | Young Boys                                                     | 3 – 1           | KÍ                  | Stadion Wankdorf                                    |                                                     |
| 20:15 UTC+2 | 20:15 UTC+2     | Jean-Pierre Nsame 51′ Miralem Sulejmani 57′ Moumi Ngamaleu 82′ | (0 – 0) Rapport | 79′ Jonn Johannesen | Bern Publik: 0 Domare: Athanasios Tzilos (Grekland) | Bern Publik: 0 Domare: Athanasios Tzilos (Grekland) |
| 20:15 UTC+2 | 20:15 UTC+2     |                                                                |                 |                     | Bern Publik: 0 Domare: Athanasios Tzilos (Grekland) | Bern Publik: 0 Domare: Athanasios Tzilos (Grekland) |
| 20:15 UTC+2 | 20:15 UTC+2     |                                                                |                 |                     | Bern Publik: 0 Domare: Athanasios Tzilos (Grekland) | Bern Publik: 0 Domare: Athanasios Tzilos (Grekland) |

|             | 26 augusti 2020 | Celtic            | 1 – 2           | Ferencváros                     | Celtic Park                                               |                                                           |
| 19:45 UTC+1 | 19:45 UTC+1     | Ryan Christie 53′ | (0 – 1) Rapport | 7′ Dávid Sigér 75′ Tokmac Nguen | Glasgow Publik: 0 Domare: Allard Lindhout (Nederländerna) | Glasgow Publik: 0 Domare: Allard Lindhout (Nederländerna) |
| 19:45 UTC+1 | 19:45 UTC+1     |                   |                 |                                 | Glasgow Publik: 0 Domare: Allard Lindhout (Nederländerna) | Glasgow Publik: 0 Domare: Allard Lindhout (Nederländerna) |
| 19:45 UTC+1 | 19:45 UTC+1     |                   |                 |                                 | Glasgow Publik: 0 Domare: Allard Lindhout (Nederländerna) | Glasgow Publik: 0 Domare: Allard Lindhout (Nederländerna) |

## Tredje kvalomgången

### Sammanfattning
| Tredje kvalomgången – Mästare – 10 deltagande klubblag | Tredje kvalomgången – Mästare – 10 deltagande klubblag | Tredje kvalomgången – Mästare – 10 deltagande klubblag |
| ------------------------------------------------------ | ------------------------------------------------------ | ------------------------------------------------------ |
| Lag 1                                                  | Resultat                                               | Lag 2                                                  |
| Ferencváros                                            | 2–1                                                    | Dinamo Zagreb                                          |
| Qarabağ                                                | 00000–0 (e.f.) (5–6 str.)                              | Molde FK                                               |
| AC Omonia                                              | 00001–1 (e.f.) (4–2 str.)                              | Röda stjärnan                                          |
| FC Midtjylland                                         | 3–0                                                    | Young Boys                                             |
| Maccabi Tel Aviv                                       | 1–0                                                    | Dynamo Brest                                           |

| Tredje kvalomgången – Bäst placerade – 6 deltagande klubblag | Tredje kvalomgången – Bäst placerade – 6 deltagande klubblag | Tredje kvalomgången – Bäst placerade – 6 deltagande klubblag |
| ------------------------------------------------------------ | ------------------------------------------------------------ | ------------------------------------------------------------ |
| Lag 1                                                        | Resultat                                                     | Lag 2                                                        |
| PAOK                                                         | 2–1                                                          | Benfica                                                      |
| Dynamo Kiev                                                  | 2–0                                                          | AZ                                                           |
| Gent                                                         | 2–1                                                          | Rapid Wien                                                   |

### Matcher
|             | 15 september 2020 | Dynamo Kiev                                | 2 – 0           | AZ | Olympiastadion                                |                                               |
| 20:00 UTC+3 | 20:00 UTC+3       | Gerson Rodrigues 50′ Mykola Shaparenko 87′ | (0 – 0) Rapport |    | Kiev Publik: 0 Domare: Orel Grinfeld (Israel) | Kiev Publik: 0 Domare: Orel Grinfeld (Israel) |
| 20:00 UTC+3 | 20:00 UTC+3       |                                            |                 |    | Kiev Publik: 0 Domare: Orel Grinfeld (Israel) | Kiev Publik: 0 Domare: Orel Grinfeld (Israel) |
| 20:00 UTC+3 | 20:00 UTC+3       |                                            |                 |    | Kiev Publik: 0 Domare: Orel Grinfeld (Israel) | Kiev Publik: 0 Domare: Orel Grinfeld (Israel) |

|             | 15 september 2020 | PAOK                                         | 2 – 1           | Benfica          | Toumba Stadium                                        |                                                       |
| 21:00 UTC+3 | 21:00 UTC+3       | Dimitris Giannoulis 64′ Andrija Živković 76′ | (0 – 0) Rapport | 90+5′ Rafa Silva | Thessaloniki Publik: 0 Domare: Felix Brych (Tyskland) | Thessaloniki Publik: 0 Domare: Felix Brych (Tyskland) |
| 21:00 UTC+3 | 21:00 UTC+3       |                                              |                 |                  | Thessaloniki Publik: 0 Domare: Felix Brych (Tyskland) | Thessaloniki Publik: 0 Domare: Felix Brych (Tyskland) |
| 21:00 UTC+3 | 21:00 UTC+3       |                                              |                 |                  | Thessaloniki Publik: 0 Domare: Felix Brych (Tyskland) | Thessaloniki Publik: 0 Domare: Felix Brych (Tyskland) |

|             | 15 september 2020 | Gent                                         | 2 – 1           | Rapid Wien        | Ghelamco Arena                                  |                                                 |
| 20:30 UTC+2 | 20:30 UTC+2       | Niklas Dorsch 37′ Roman Yaremchuk 60′ (str.) | (1 – 0) Rapport | 90+4′ Yusuf Demir | Gent Publik: 0 Domare: Andreas Ekberg (Sverige) | Gent Publik: 0 Domare: Andreas Ekberg (Sverige) |
| 20:30 UTC+2 | 20:30 UTC+2       |                                              |                 |                   | Gent Publik: 0 Domare: Andreas Ekberg (Sverige) | Gent Publik: 0 Domare: Andreas Ekberg (Sverige) |
| 20:30 UTC+2 | 20:30 UTC+2       |                                              |                 |                   | Gent Publik: 0 Domare: Andreas Ekberg (Sverige) | Gent Publik: 0 Domare: Andreas Ekberg (Sverige) |

|             | 16 september 2020 | AC Omonia                                         | 0000 1 – 1 (e.fl.)         | Röda stjärnan                                                        | GSP Stadium                                        |                                                    |
| 18:00 UTC+3 | 18:00 UTC+3       | Michael Lüftner 32′                               | (1 – 1) Rapport            | 45+2′ Mirko Ivanić                                                   | Nicosia Publik: 0 Domare: Chris Kavanagh (England) | Nicosia Publik: 0 Domare: Chris Kavanagh (England) |
| 18:00 UTC+3 | 18:00 UTC+3       |                                                   |                            |                                                                      | Nicosia Publik: 0 Domare: Chris Kavanagh (England) | Nicosia Publik: 0 Domare: Chris Kavanagh (England) |
| 18:00 UTC+3 | 18:00 UTC+3       | Jordi Gómez Vítor Gomes Ernest Asante Jan Lecjaks | Straffsparksläggning 4 – 2 | Željko Gavrić El Fardou Ben Nabouhane Diego Falcinelli Milos Degenek | Nicosia Publik: 0 Domare: Chris Kavanagh (England) | Nicosia Publik: 0 Domare: Chris Kavanagh (England) |

|             | 16 september 2020 | Ferencváros                          | 2 – 1           | Dinamo Zagreb          | Groupama Arena                                       |                                                      |
| 19:00 UTC+2 | 19:00 UTC+2       | Gergő Lovrencsics 3′ Myrto Uzuni 66′ | (1 – 1) Rapport | 24′ (sjm.) Myrto Uzuni | Budapest Publik: 0 Domare: Tobias Stieler (Tyskland) | Budapest Publik: 0 Domare: Tobias Stieler (Tyskland) |
| 19:00 UTC+2 | 19:00 UTC+2       |                                      |                 |                        | Budapest Publik: 0 Domare: Tobias Stieler (Tyskland) | Budapest Publik: 0 Domare: Tobias Stieler (Tyskland) |
| 19:00 UTC+2 | 19:00 UTC+2       |                                      |                 |                        | Budapest Publik: 0 Domare: Tobias Stieler (Tyskland) | Budapest Publik: 0 Domare: Tobias Stieler (Tyskland) |

|             | 16 september 2020 | Qarabağ                                                                                          | 0000 0 – 0 (e.fl.)         | Molde FK                                                                                          | AEK Arena – Georgios Karapatakis                             |                                                              |
| 20:00 UTC+3 | 20:00 UTC+3       |                                                                                                  | Rapport                    |                                                                                                   | Larnaca (Cypern) Publik: 0 Domare: Srđan Jovanović (Serbien) | Larnaca (Cypern) Publik: 0 Domare: Srđan Jovanović (Serbien) |
| 20:00 UTC+3 | 20:00 UTC+3       |                                                                                                  |                            |                                                                                                   | Larnaca (Cypern) Publik: 0 Domare: Srđan Jovanović (Serbien) | Larnaca (Cypern) Publik: 0 Domare: Srđan Jovanović (Serbien) |
| 20:00 UTC+3 | 20:00 UTC+3       | Uroš Matić Maksim Medvedev Patrick Andrade Kevin Medina Shahrudin Mahammadaliyev Badavi Huseynov | Straffsparksläggning 5 – 6 | Ohi Omoijuanfo Fredrik Aursnes Eirik Hestad Tobias Christensen Martin Ellingsen Kristoffer Haugen | Larnaca (Cypern) Publik: 0 Domare: Srđan Jovanović (Serbien) | Larnaca (Cypern) Publik: 0 Domare: Srđan Jovanović (Serbien) |

|             | 16 september 2020 | Maccabi Tel Aviv     | 1 – 0           | Dynamo Brest | Bloomfield Stadium                                |                                                   |
| 20:00 UTC+3 | 20:00 UTC+3       | Dan Biton 51′ (str.) | (0 – 0) Rapport |              | Tel Aviv Publik: 0 Domare: Davide Massa (Italien) | Tel Aviv Publik: 0 Domare: Davide Massa (Italien) |
| 20:00 UTC+3 | 20:00 UTC+3       |                      |                 |              | Tel Aviv Publik: 0 Domare: Davide Massa (Italien) | Tel Aviv Publik: 0 Domare: Davide Massa (Italien) |
| 20:00 UTC+3 | 20:00 UTC+3       |                      |                 |              | Tel Aviv Publik: 0 Domare: Davide Massa (Italien) | Tel Aviv Publik: 0 Domare: Davide Massa (Italien) |

|             | 16 september 2020 | FC Midtjylland                                            | 3 – 0           | Young Boys | MCH Arena                                            |                                                      |
| 20:30 UTC+2 | 20:30 UTC+2       | Jordan Lefort 52′ (sjm.) Anders Dreyer 63′ Awer Mabil 85′ | (0 – 0) Rapport |            | Herning Publik: 0 Domare: Georgi Kabakov (Bulgarien) | Herning Publik: 0 Domare: Georgi Kabakov (Bulgarien) |
| 20:30 UTC+2 | 20:30 UTC+2       |                                                           |                 |            | Herning Publik: 0 Domare: Georgi Kabakov (Bulgarien) | Herning Publik: 0 Domare: Georgi Kabakov (Bulgarien) |
| 20:30 UTC+2 | 20:30 UTC+2       |                                                           |                 |            | Herning Publik: 0 Domare: Georgi Kabakov (Bulgarien) | Herning Publik: 0 Domare: Georgi Kabakov (Bulgarien) |

## Playoff

### Sammanfattning
| Playoffomgången – Mästare – 8 deltagande klubblag | Playoffomgången – Mästare – 8 deltagande klubblag | Playoffomgången – Mästare – 8 deltagande klubblag | Playoffomgången – Mästare – 8 deltagande klubblag | Playoffomgången – Mästare – 8 deltagande klubblag |
| ------------------------------------------------- | ------------------------------------------------- | ------------------------------------------------- | ------------------------------------------------- | ------------------------------------------------- |
| Lag 1                                             | Totalt                                            | Lag 2                                             | Möte 1                                            | Möte 2                                            |
| Slavia Prag                                       | 1–4                                               | FC Midtjylland                                    | 0–0                                               | 0–4                                               |
| Maccabi Tel Aviv                                  | 2–5                                               | Red Bull Salzburg                                 | 1–2                                               | 1–3                                               |
| Olympiakos                                        | 2–0                                               | AC Omonia                                         | 2–0                                               | 0–0                                               |
| Molde FK                                          | 00003–3 (BM)                                      | Ferencváros                                       | 3–3                                               | 0–0                                               |

| Playoffomgången – Bäst placerade – 4 deltagande klubblag | Playoffomgången – Bäst placerade – 4 deltagande klubblag | Playoffomgången – Bäst placerade – 4 deltagande klubblag | Playoffomgången – Bäst placerade – 4 deltagande klubblag | Playoffomgången – Bäst placerade – 4 deltagande klubblag |
| -------------------------------------------------------- | -------------------------------------------------------- | -------------------------------------------------------- | -------------------------------------------------------- | -------------------------------------------------------- |
| Lag 1                                                    | Totalt                                                   | Lag 2                                                    | Möte 1                                                   | Möte 2                                                   |
| Krasnodar                                                | 4–2                                                      | PAOK                                                     | 2–1                                                      | 2–1                                                      |
| Gent                                                     | 1–5                                                      | Dynamo Kiev                                              | 1–2                                                      | 0–3                                                      |

### Matcher
|             | 22 september 2020 | Slavia Prag | 0 – 0   | FC Midtjylland | Sinobo Stadium                                |                                               |
| 21:00 UTC+2 | 21:00 UTC+2       |             | Rapport |                | Prag Publik: 0 Domare: Cüneyt Çakır (Turkiet) | Prag Publik: 0 Domare: Cüneyt Çakır (Turkiet) |
| 21:00 UTC+2 | 21:00 UTC+2       |             |         |                | Prag Publik: 0 Domare: Cüneyt Çakır (Turkiet) | Prag Publik: 0 Domare: Cüneyt Çakır (Turkiet) |
| 21:00 UTC+2 | 21:00 UTC+2       |             |         |                | Prag Publik: 0 Domare: Cüneyt Çakır (Turkiet) | Prag Publik: 0 Domare: Cüneyt Çakır (Turkiet) |

|             | 30 september 2020 | FC Midtjylland                                                                 | 4 – 1           | Slavia Prag       | MCH Arena                                           |                                                     |
| 21:00 UTC+2 | 21:00 UTC+2       | Sory Kaba 65′ Alexander Scholz 84′ (str.) Frank Onyeka 88′ Anders Dreyer 90+1′ | (0 – 1) Rapport | 3′ Peter Olayinka | Herning Publik: 0 Domare: Damir Skomina (Slovenien) | Herning Publik: 0 Domare: Damir Skomina (Slovenien) |
| 21:00 UTC+2 | 21:00 UTC+2       |                                                                                |                 |                   | Herning Publik: 0 Domare: Damir Skomina (Slovenien) | Herning Publik: 0 Domare: Damir Skomina (Slovenien) |
| 21:00 UTC+2 | 21:00 UTC+2       |                                                                                |                 |                   | Herning Publik: 0 Domare: Damir Skomina (Slovenien) | Herning Publik: 0 Domare: Damir Skomina (Slovenien) |

FC Midtjylland avancerade till gruppspel med det ackumulerade slutresultatet 4–1.
|             | 22 september 2020 | Maccabi Tel Aviv | 1 – 2           | Red Bull Salzburg                                | Bloomfield Stadium                                  |                                                     |
| 22:00 UTC+3 | 22:00 UTC+3       | Dan Biton 10′    | (1 – 0) Rapport | 50′ (str.) Dominik Szoboszlai 58′ Masaya Okugawa | Tel Aviv Publik: 0 Domare: Michael Oliver (England) | Tel Aviv Publik: 0 Domare: Michael Oliver (England) |
| 22:00 UTC+3 | 22:00 UTC+3       |                  |                 |                                                  | Tel Aviv Publik: 0 Domare: Michael Oliver (England) | Tel Aviv Publik: 0 Domare: Michael Oliver (England) |
| 22:00 UTC+3 | 22:00 UTC+3       |                  |                 |                                                  | Tel Aviv Publik: 0 Domare: Michael Oliver (England) | Tel Aviv Publik: 0 Domare: Michael Oliver (England) |

|             | 30 september 2020 | Red Bull Salzburg                                    | 3 – 1           | Maccabi Tel Aviv | Red Bull Arena                                           |                                                          |
| 21:00 UTC+2 | 21:00 UTC+2       | Patson Daka 16′, 68′ Dominik Szoboszlai 45+4′ (str.) | (2 – 1) Rapport | 30′ Eden Karzev  | Wals-Siezenheim Publik: 0 Domare: Felix Brych (Tyskland) | Wals-Siezenheim Publik: 0 Domare: Felix Brych (Tyskland) |
| 21:00 UTC+2 | 21:00 UTC+2       |                                                      |                 |                  | Wals-Siezenheim Publik: 0 Domare: Felix Brych (Tyskland) | Wals-Siezenheim Publik: 0 Domare: Felix Brych (Tyskland) |
| 21:00 UTC+2 | 21:00 UTC+2       |                                                      |                 |                  | Wals-Siezenheim Publik: 0 Domare: Felix Brych (Tyskland) | Wals-Siezenheim Publik: 0 Domare: Felix Brych (Tyskland) |

Red Bull Salzburg avancerade till gruppspel med det ackumulerade slutresultatet 5–2.
|             | 22 september 2020 | Krasnodar                                   | 2 – 1           | PAOK                | Krasnodar Stadium                                      |                                                        |
| 22:00 UTC+3 | 22:00 UTC+3       | Viktor Claesson 40′ (str.) Rémy Cabella 71′ | (1 – 1) Rapport | 31′ Dimitris Pelkas | Krasnodar Publik: 0 Domare: Clément Turpin (Frankrike) | Krasnodar Publik: 0 Domare: Clément Turpin (Frankrike) |
| 22:00 UTC+3 | 22:00 UTC+3       |                                             |                 |                     | Krasnodar Publik: 0 Domare: Clément Turpin (Frankrike) | Krasnodar Publik: 0 Domare: Clément Turpin (Frankrike) |
| 22:00 UTC+3 | 22:00 UTC+3       |                                             |                 |                     | Krasnodar Publik: 0 Domare: Clément Turpin (Frankrike) | Krasnodar Publik: 0 Domare: Clément Turpin (Frankrike) |

|             | 30 september 2020 | PAOK                 | 1 – 2           | Krasnodar                                       | Toumba Stadium                                          |                                                         |
| 22:00 UTC+3 | 22:00 UTC+3       | Omar El Kaddouri 77′ | (0 – 0) Rapport | 73′ (sjm.) Giannis Michailidis 78′ Rémy Cabella | Thessaloniki Publik: 0 Domare: Daniele Orsato (Italien) | Thessaloniki Publik: 0 Domare: Daniele Orsato (Italien) |
| 22:00 UTC+3 | 22:00 UTC+3       |                      |                 |                                                 | Thessaloniki Publik: 0 Domare: Daniele Orsato (Italien) | Thessaloniki Publik: 0 Domare: Daniele Orsato (Italien) |
| 22:00 UTC+3 | 22:00 UTC+3       |                      |                 |                                                 | Thessaloniki Publik: 0 Domare: Daniele Orsato (Italien) | Thessaloniki Publik: 0 Domare: Daniele Orsato (Italien) |

Krasnodar avancerade till gruppspel med det ackumulerade slutresultatet 4–2.
|             | 23 september 2020 | Olympiakos                                         | 2 – 0           | AC Omonia | Karaiskakis Stadium                                     |                                                         |
| 22:00 UTC+3 | 22:00 UTC+3       | Mathieu Valbuena 69′ (str.) Youssef El-Arabi 90+2′ | (0 – 0) Rapport |           | Pireus Publik: 0 Domare: Danny Makkelie (Nederländerna) | Pireus Publik: 0 Domare: Danny Makkelie (Nederländerna) |
| 22:00 UTC+3 | 22:00 UTC+3       |                                                    |                 |           | Pireus Publik: 0 Domare: Danny Makkelie (Nederländerna) | Pireus Publik: 0 Domare: Danny Makkelie (Nederländerna) |
| 22:00 UTC+3 | 22:00 UTC+3       |                                                    |                 |           | Pireus Publik: 0 Domare: Danny Makkelie (Nederländerna) | Pireus Publik: 0 Domare: Danny Makkelie (Nederländerna) |

|             | 29 september 2020 | AC Omonia | 0 – 0   | Olympiakos | GSP Stadium                                             |                                                         |
| 22:00 UTC+3 | 22:00 UTC+3       |           | Rapport |            | Nicosia Publik: 0 Domare: Antonio Mateu Lahoz (Spanien) | Nicosia Publik: 0 Domare: Antonio Mateu Lahoz (Spanien) |
| 22:00 UTC+3 | 22:00 UTC+3       |           |         |            | Nicosia Publik: 0 Domare: Antonio Mateu Lahoz (Spanien) | Nicosia Publik: 0 Domare: Antonio Mateu Lahoz (Spanien) |
| 22:00 UTC+3 | 22:00 UTC+3       |           |         |            | Nicosia Publik: 0 Domare: Antonio Mateu Lahoz (Spanien) | Nicosia Publik: 0 Domare: Antonio Mateu Lahoz (Spanien) |

Olympiakos avancerade till gruppspel med det ackumulerade slutresultatet 2–0.
|             | 23 september 2020 | Molde FK                                                    | 3 – 3           | Ferencváros                                             | Aker Stadion                                              |                                                           |
| 21:00 UTC+2 | 21:00 UTC+2       | Leke James 55′ Magnus Wolff Eikrem 65′ Martin Ellingsen 83′ | (0 – 1) Rapport | 7′ Franck Boli 52′ Myrto Uzuni 87′ (str.) Ihor Kharatin | Molde Publik: 0 Domare: Carlos del Cerro Grande (Spanien) | Molde Publik: 0 Domare: Carlos del Cerro Grande (Spanien) |
| 21:00 UTC+2 | 21:00 UTC+2       |                                                             |                 |                                                         | Molde Publik: 0 Domare: Carlos del Cerro Grande (Spanien) | Molde Publik: 0 Domare: Carlos del Cerro Grande (Spanien) |
| 21:00 UTC+2 | 21:00 UTC+2       |                                                             |                 |                                                         | Molde Publik: 0 Domare: Carlos del Cerro Grande (Spanien) | Molde Publik: 0 Domare: Carlos del Cerro Grande (Spanien) |

|             | 29 september 2020 | Ferencváros | 0 – 0   | Molde FK | Groupama Arena                                           |                                                          |
| 21:00 UTC+2 | 21:00 UTC+2       |             | Rapport |          | Budapest Publik: 0 Domare: Björn Kuipers (Nederländerna) | Budapest Publik: 0 Domare: Björn Kuipers (Nederländerna) |
| 21:00 UTC+2 | 21:00 UTC+2       |             |         |          | Budapest Publik: 0 Domare: Björn Kuipers (Nederländerna) | Budapest Publik: 0 Domare: Björn Kuipers (Nederländerna) |
| 21:00 UTC+2 | 21:00 UTC+2       |             |         |          | Budapest Publik: 0 Domare: Björn Kuipers (Nederländerna) | Budapest Publik: 0 Domare: Björn Kuipers (Nederländerna) |

Ackumulerat slutresultatet 3–3. Ferencváros avancerade till gruppspel enligt bortamålsregeln.
|             | 23 september 2020 | Gent                | 1 – 2           | Dynamo Kiev                              | Ghelamco Arena                                   |                                                  |
| 21:00 UTC+2 | 21:00 UTC+2       | Tim Kleindienst 41′ | (1 – 1) Rapport | 9′ Vladyslav Supriaha 79′ Carlos de Pena | Gent Publik: 0 Domare: Ovidiu Hațegan (Rumänien) | Gent Publik: 0 Domare: Ovidiu Hațegan (Rumänien) |
| 21:00 UTC+2 | 21:00 UTC+2       |                     |                 |                                          | Gent Publik: 0 Domare: Ovidiu Hațegan (Rumänien) | Gent Publik: 0 Domare: Ovidiu Hațegan (Rumänien) |
| 21:00 UTC+2 | 21:00 UTC+2       |                     |                 |                                          | Gent Publik: 0 Domare: Ovidiu Hațegan (Rumänien) | Gent Publik: 0 Domare: Ovidiu Hațegan (Rumänien) |

|             | 29 september 2020 | Dynamo Kiev                                                                | 3 – 0           | Gent | Olympiastadion                                  |                                                 |
| 22:00 UTC+3 | 22:00 UTC+3       | Vitaliy Buyalskyi 9′ Carlos de Pena 36′ (str.) Gerson Rodrigues 49′ (str.) | (2 – 0) Rapport |      | Kiev Publik: 0 Domare: Szymon Marciniak (Polen) | Kiev Publik: 0 Domare: Szymon Marciniak (Polen) |
| 22:00 UTC+3 | 22:00 UTC+3       |                                                                            |                 |      | Kiev Publik: 0 Domare: Szymon Marciniak (Polen) | Kiev Publik: 0 Domare: Szymon Marciniak (Polen) |
| 22:00 UTC+3 | 22:00 UTC+3       |                                                                            |                 |      | Kiev Publik: 0 Domare: Szymon Marciniak (Polen) | Kiev Publik: 0 Domare: Szymon Marciniak (Polen) |

Dynamo Kiev avancerade till gruppspel med det ackumulerade slutresultatet 5–2.

## Anmärkningslista
1. ↑  Finalen av den inledande omgången var ursprungligen tänkt att spelas den 11 augusti 2020, men kunde inte genomföras då två spelare i Drita testats positivt för sars-cov-2. Linfield tilldelades segern med 3–0.[1][2]
2. ↑  Matchen mellan KÍ och Slovan Bratislava i den första kvalomgången var ursprungligen planerad att spelas den 19 augusti 2020 men sköts upp då en spelare och en ledare i Slovan Bratislava testats positivt för sars-cov-2 och hela laget sattes i karantän av färöiska myndigheter.[3] Matchen planerades om till att spelas den 21 augusti 2020 men ställdes in då ytterligare en person från Slovan Bratislava testat positivt för sars-cov-2, och hela laget sattes i karantän igen av färöiska myndigheter.[4] KÍ tilldelades en 3–0-seger.[5]
3. ↑  Matchen spelades på Cypern, på grund av de reserestriktioner som införts med tanke på covid-19-pandemin.